# Orsolobidae
Famille
Les Orsolobidae sont une famille d'araignées aranéomorphes.

## Distribution

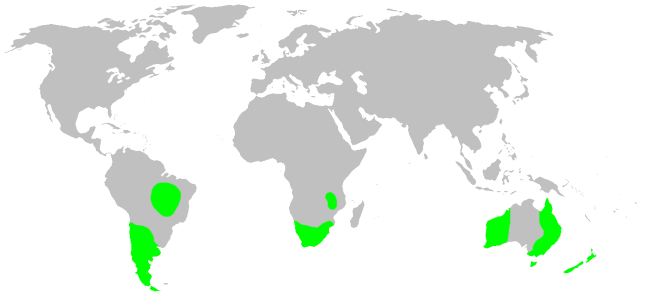
Distribution

Les espèces de cette famille se rencontrent en Nouvelle-Zélande, en Australie, dans le sud de l'Amérique du Sud et en Afrique australe.

## Paléontologie
Cette famille n'est pas connue à l'état fossile.

## Liste des genres
Selon World Spider Catalog (version 25.5, 07/12/2024) :
- Afrilobus Griswold & Platnick, 1987
- Anopsolobus Forster & Platnick, 1985
- Ascuta Forster, 1956
- Australobus Forster & Platnick, 1985
- Azanialobus Griswold & Platnick, 1987
- Basibulbus Ott, Platnick, Berniker & Bonaldo, 2013
- Bealeyia Forster & Platnick, 1985
- Calculus Purcell, 1910
- Chileolobus Forster & Platnick, 1985
- Cornifalx Hickman, 1979
- Dugdalea Forster & Platnick, 1985
- Duripelta Forster, 1956
- Falklandia Forster & Platnick, 1985
- Hickmanolobus Forster & Platnick, 1985
- Losdolobus Platnick & Brescovit, 1994
- Mallecolobus Forster & Platnick, 1985
- Maoriata Forster & Platnick, 1985
- Orongia Forster & Platnick, 1985
- Orsolobus Simon, 1893
- Osornolobus Forster & Platnick, 1985
- Paralobus Forster & Platnick, 1985
- Pounamuella Forster & Platnick, 1985
- Subantarctia Forster, 1955
- Tangata Forster & Platnick, 1985
- Tasmanoonops Hickman, 1930
- Tautukua Forster & Platnick, 1985
- Turretia Forster & Platnick, 1985
- Waiporia Forster & Platnick, 1985
- Waipoua Forster & Platnick, 1985
- Wiltonia Forster & Platnick, 1985

## Systématique et taxinomie
Cette famille a été décrite par Cooke en 1965 comme une tribu des Dysderidae. Elle est élevée au rang de famille par Forster et Platnick en 1985.
Cette famille rassemble 189 espèces dans 30 genres.

## Publication originale
- Cooke, 1965 : « Spider genus Dysdera (Araneae, Dysderidae). » Nature vol. 205, no 4975, p. 1027-1028.